# Wallacea

Wallacea a vörös övezetben fekvő szigetek csoportja. A Weber-vonal kék színű

Wallacea egy biogeográfiai elnevezése egy főként indonéz szigetek által alkotott területnek, melyek között mélytengeri szorosok választják el az ázsiai és ausztrál kontinentális talapzatokat. A Wallacea legnagyobb szigete Celebesz, ezen túl részét képezi még Lombok, Sumbawa, Flores, Sumba, Timor, Halmahera, Buru, Seram és sok más kisebb sziget is. 
Wallacea szigeteitől nyugatra Sundaland (a Maláj-félsziget, Szumátra, Borneo, Jáva és Bali), keletre pedig Óceánia-szigetei találhatók, beleértve Ausztráliát és Új-Guineát délen és keleten. Wallacea teljes területe 347 ezer km².

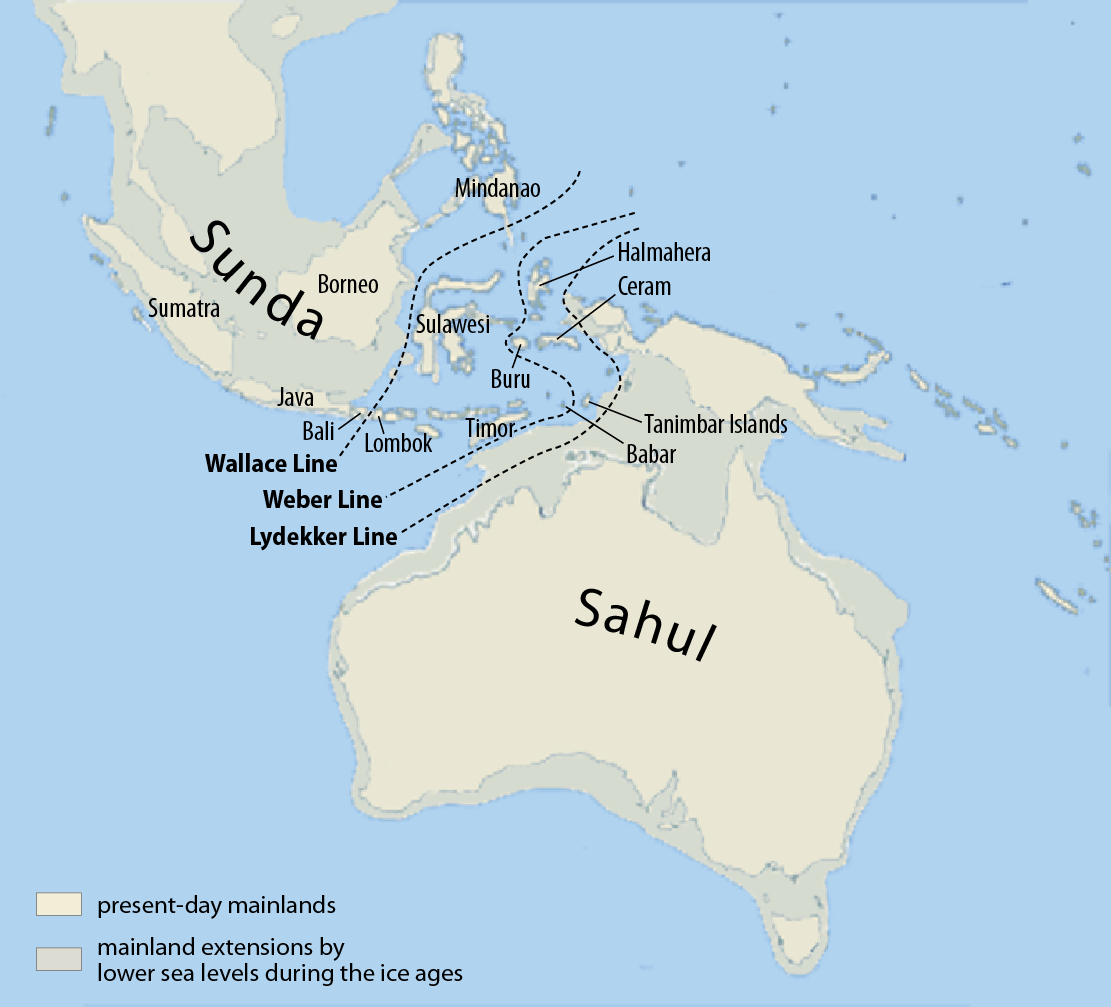
A Sahul és a Sunda selfek. Wallacea a kettő közötti terület

| Sulawesi 6 tartomány                   | Észak-Maluku, beleértve Halmaherát                                                                 |
| Sulawesi 6 tartomány                   | Maluku, az Aru-szigetek kivételével                                                                |
| Nyugat-Nusa Tenggara (Lombok, Sumbawa) | Kelet-Nusa Tenggara, beleértve Komodót, Florest, Sumbát, Nyugat-Timort és Kelet-Timort (független) |

## Földrajz
Sundaland és Wallacea közötti határ követi a Wallace-vonalat, amelyet arról az Alfred Russel Wallace természettudósról neveztek el, aki rögzítette az emlős és a madár fauna közötti különbségeket, mely megfigyelhető a vonal két oldalán található szigetek között. A vonaltól nyugatra fekvő Sundaland-szigetek, köztük Szumátra, Jáva, Bali és Borneo, melyek Kelet-Ázsiához hasonló emlősfaunával rendelkeznek, amely magában foglalja a tigriseket, orrszarvúkat és majmokat. A vonaltól keletre fekvő Lombok emlősfaunáját és a keleti irányban fekvő területeket többnyire erszényesek és madarak népesítik be, hasonlóan a Ausztráliához. Sulawesi mindkettő jeleit mutatja.
A jégkorszakokban a tengerszint alacsonyabb volt, így a Szunda-self szárazföld volt, amely Sundaland szigeteit összekötötte egymással és Ázsiával, ezáltal lehetővé tette az ázsiai szárazföldi állatok számára, hogy ezekre a szigetekre költözzenek. A Wallacea-szigeteken kevés szárazföldi emlős, szárazföldi madár vagy kontinentális eredetű édesvízi hal található, amelyeknek nehéz átjutniuk a nyílt óceánon. Sok madár-, hüllő- és rovarfaj jobban át tudott menni a szoroson, és sok ilyen ausztrál és ázsiai eredetű faj található ott. Wallacea növényvilága elsősorban ázsiai származású.
A nyugati területekhez hasonlóan, a keletre lévő Ausztráliát és Új-Guineat is egy sekély kontinentális talapzat kötötte össze, mely a jégkorszakokban szárazföldi hídként funkcionált, egyetlen kontinenst alkotott, amelyet a tudósok különféle módon Ausztrália-Új-Guinea, Meganézia, Papualand vagy Sahul néven hívnak. Következésképpen Ausztráliában, Új-Guineában és az Aru-szigeteken sok erszényes emlős, szárazföldi madár és édesvízi hal található meg, amelyek nem találhatók meg Wallacea-ban.
Wallaceat az Ausztráliától, illetve Új-Guineától elválasztó vonalat Lydekker-vonalnak hívják. A Fülöp-szigeteket általában külön régiónak tekintik Wallaceatól. A Weber-vonal az a középpont, ahol az ázsiai és ausztrál növény és állatvilág megközelítőleg egyenlő arányban képviselteti magát, ez utóbbi az Indonéz szigetvilágon áthaladó mélyszorosokat követi.

## Bióta és természetvédelmi kérdések

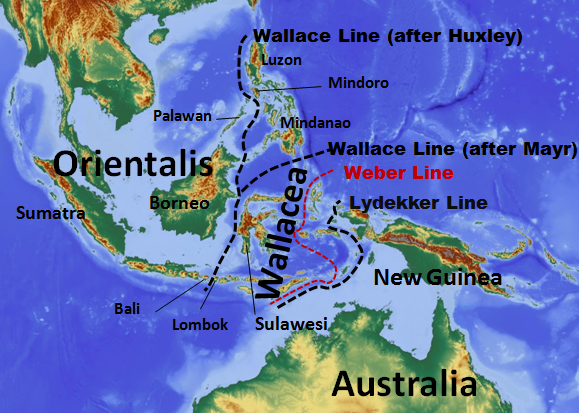
Wallacea térképe, amelyet a Wallace- és a Lydekker-vonal határol

Noha Wallacea növényeinek és állatainak távoli ősei Ázsiából vagy Ausztrália-Új-Guinea felől származnak, Wallacea-ban számos faj kialakult az idők során. Ezek jelentős része csak itt él, vagyis endemikus fajnak tekinthető. A területen jelentős az autochton fajképződés, illetve arányosan nagyszámú endemikus élőlény is megfigyelhető, mindezek jelentősen hozzájárulnak az indonéz szigetcsoport biológiai sokféleségéhez. 
A faunafajok közé tartozik a celebeszi endemikus alföldi anoa, más néven törpebivaly, illetve a babyrusa, vagyis a szarvasdisznó. Maluku szigete jelentős mértékű faji hasonlóságot mutat a Celebesszel, de kevesebb növény- és állatvilága szegényesebbnek tekinthető. Gyakoriak a kisebb emlősök, beleértve a főemlősöket is. Seram a lepkéiről és madárvilágáról híres, beleértve az Ambon-királypapagájt is.
Wallacea eredetileg szinte teljesen erdős, többnyire trópusi nedves széles levelű erdők voltak meghatározóak, illetve bizonyos helyeken trópusi lombhullató erdőkkel felváltva jelentek meg. A magasabb területeken a hegyvidéki növényvilág jellemző, a part menti területeken pedig gyakoriak a mangrovék. A Conservation International adatai szerint Wallacea több mint 10 000 növényfajnak ad otthont, amelyek közül körülbelül 1500 (15%) tekinthető endemikusnak.
Az endemizmus a szárazföldi gerinces fajok esetében kiemelten gyakorinak tekinthető. Az ott található 1142 faj csaknem fele (529) endemikus. A régió területének 45%-át erdő borítja, és csak 52 017 km², vagyis a terület szárazdi területeinek nagyjából 15 százaléka érintetlen állapotban van. Wallacea teljes területe 347 000 km², ebből körülbelül 20 000 km² védett.
Wallacea szárazföldi területe 82 fenyegetett és 6 súlyosan veszélyeztetett szárazföldi gerinces fajnak ad otthont.

## Ökorégiók
Trópusi és szubtrópusi nedves széles levelű erdők
- Banda-tengeri szigetek nedves lombhullató erdők (Kai-szigetek, Tanimbar-szigetek, Babar-szigetek, Leti-szigetek, Kelet-Barat Daya-szigetek)
- Buru esőerdők (Buru)
- Halmahera esőerdők (Halmahera, Morotai, Obi-szigetek, Bacan-sziget)
- Seram esőerdők (Seram, Banda-szigetek, Ambon-sziget, Saparua, Gorong-szigetcsoport)
- Celebeszi alföldi esőerdők (Celebesz, Banggai-szigetek, Sula-szigetek, Sangihe-szigetek, Talaud-szigetek)
- Celebeszi montane esőerdők (Celebesz)

Trópusi és szubtrópusi száraz lomblevelű erdők
- Kis szundák lombhullató erdők (Lombok, Sumbawa, Komodo, Flores, Alor)
- Szumba lombhullató erdők (Sumba)
- Timori és Wetar lombhullató erdők (Timor, Wetar)

## Megoszlás Ázsia és Ausztrália között
Ausztrália lehet, hogy tengeri úton izolálódik, de technikailag Wallacea révén ökológiai kapcsolatokat tart fent. Az ausztrál korai-középső pleocén rágcsáló kövületeket, melyeket a queenslandi Chinchilla Sands és Bluffs Down területén találtak, arra engedtek következtetni, hogy Wallacea rágcsálói eredetileg a miocén kori Ausztráliában fejlődhettek. Ausztrália rágcsálói alkotják a kontinens placenta emlősfaunájának nagy részét, és különféle fajokat tartalmaznak, a botfészek patkányoktól a ugráló egerekig. A kuszkusz két faja, a medvekuszkusz és a celebeszi kuszkusz az ausztráliai erszényesek legnyugatibb képviselői.
Wallacea tektonikus felemelkedése az ausztrál és az ázsiai kőzetlemezek ütközése során körülbelül 23 millió évvel ezelőtt tette lehetővé a verébalakúak globális elterjedését. Eredetileg Ausztráliából származtak, majd az indonéz-szigetvilágon keresztül jutottak ki Afroeurázsia területére. A túzokok és a ásótyúkfélék ellenkező irányból hasonló útvonalon kerültek Ausztráliába. Az Ausztráliában fellelhető nimfapapagájokhoz hasonlók lakják Wallacea területén található Komodo szigetét is.
Néhány  Ausztráliában elterjedt eukaliptuszfaj megtalálható  Wallacea-ban is. Az Eucalyptus deglupta a Sulawesin, valamint az E. urophylla és az E. alba Kelet-Nusa szigetén ésTenggarában lelhető fel.  Érdekes, hogy a szárazföldi csigák számára Wallacea és a Wallace-vonal nem jelentett akadályt a szétszóródásban.

## Fordítás
Ez a szócikk részben vagy egészben  a   Wallacea című angol Wikipédia-szócikk ezen változatának fordításán alapul.  Az eredeti cikk szerkesztőit annak laptörténete sorolja fel. Ez a jelzés csupán a megfogalmazás eredetét és a szerzői jogokat jelzi, nem szolgál a cikkben szereplő információk forrásmegjelöléseként.